# Падма (мост)
Многоцелевой мост Падма (бенгальский: পদ্মা বহুমুখী সেতু—Pôdma Bôhumukhī Setu), более известный как мост Падма, через реку Падма в республике Бангладеш. Он соединяет округа Шариатпур и Мадарипур, связывая менее развитый юго-запад страны с северными и восточными регионами. Мост был открыт 25 июня 2022 года премьер-министром Шейх Хасиной.
Многоцелевой (автомобильный и железнодорожный) мост протяжённостью 9,8 км с надводной частью длиной 6,15 км находится в 40 км южнее Дакки.
Мост считается самым сложным строительным проектом в истории Бангладеш. Это самый длинный мост в Бангладеш, самый длинный мост через реку Ганг как по длине пролёта, так и по общей длине моста, а также имеющий самую большую высоту сваи среди всех мостов в мире — 120 м. Строительство моста считалось особенно сложным, поскольку река Падма, через которую он строился, является одной из самых бурных и глубоких рек в мире.

## История
Через территорию Бангладеш протекают три основные реки – Падма, Брахмапутра-Джамуна и Мегхна. Они разделяют страну на четыре основных региона: северо-запад, северо-центральный, восточный и юго-западный регионы. Река Падма отделяет юго-западный регион от столичного региона и требует длительных паромных переправ на основных направлениях. До строительства моста Падма перевозки пассажиров и грузов через реку осуществлялись на паромах, что было медленно и дорого, а объемы перевозок были весьма ограничены.
Существовавшие паромные переправы предполагали длительное и непредсказуемое время ожидания на терминалах, на которых к тому же отсутствовали основные сервисные объекты. Кроме того, паромные перевозки могли быть приостановлены или вовсе отменены из-за наводнений, тумана и других неблагоприятных погодных условий.

## Конструкция

Концепция конструкции поперечного сечения моста

Мост со стальными фермами имеет четырёхполосное шоссе на верхнем уровне и однопутную железную дорогу на нижнем. Мост состоит из 41 секции, каждая длиной 150,12 м и шириной 22,5 м.

## Экономический и прочие эффекты
Согласно отчету Всемирного банка, плотность населения и заработная плата в южных округах Бангладеш, соединённых мостом Падма с городом Дакка, значительно возрастут, а мост поможет уменьшить влияние повышения уровня моря в регионе. Ожидается, что ввод моста в эксплуатацию приведёт к росту ВВП Бангладеш на 1,2 %. Для юго-западных регионов страны будущий рост ВВП оценивается ещё выше — в 2,3 %. Предполагается, что это даст 500 млн долларов США стимула рынку коммерческих транспортных средств Бангладеш в течение 5 лет после открытия моста. Также ожидается, что будут спасены жизни, поскольку критически больные пациенты юго-западных регионов смогут быстрее добираться до Дакки с целью получения качественного медицинского обслуживания в столичных лечебных учреждениях, избегая задержек в пути из-за поездок на паромах.